# Вулиця Рональда Рейгана
Ву́лиця Рональда Рейгана — вулиця в Деснянському районі міста Києва, житловий масив Вигурівщина-Троєщина. Пролягає від проспекту Романа Шухевича, вулиць Героїв Енергетиків і Братиславської до вулиці Миколи Лаврухіна. Прилучаються вулиці Миколи Закревського, проспект Червоної Калини і вулиця Оноре де Бальзака.

## Історія
Вулиця виникла в 1982 році під назвою 2-га Нова. З 1983 до 2023 року вулиця носила назву Теодора Драйзера на честь американського письменника-комуніста та прихильника сталінського СРСР Теодора Драйзера.
13 липня 2023 року Київська міська рада перейменувала вулицю на честь 40-го Президента США Рональда Рейгана. 
Причиною перейменування було те, що Теодор Драйзер будучи прихильником соціалістичних ідей, виявляв симпатії до Радянського Союзу та його керівництва. Драйзер підтримував Йосипа Сталіна, навіть у період Великого терору в СРСР, який супроводжувався масовими репресіями та чистками. У серпні 1945 року, незадовго до своєї смерті, Драйзер офіційно приєднався до Комуністичної партії США.

## Установи та заклади

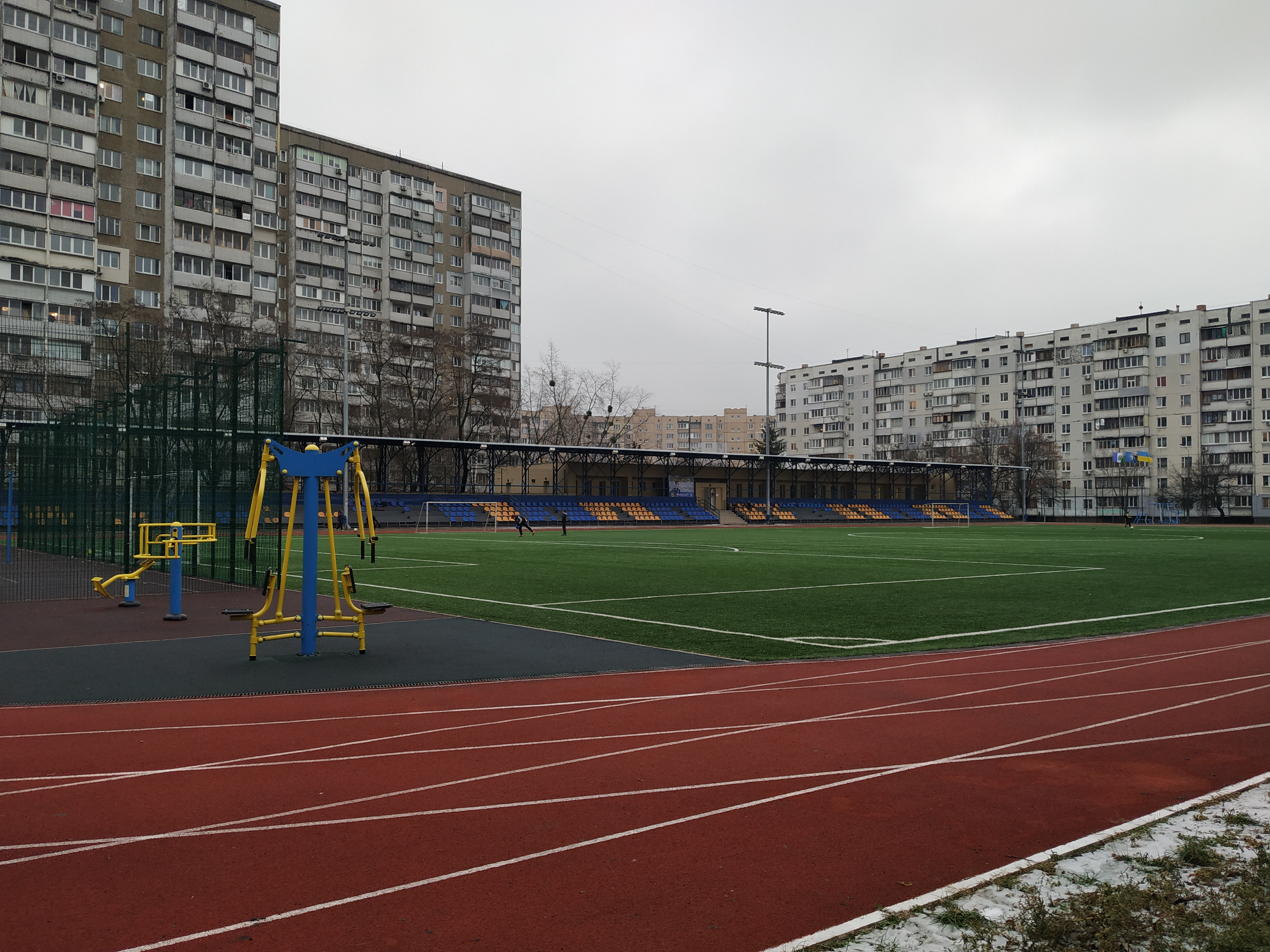
Деснянський районний стадіон

- Деснянський районний стадіон (буд. № 2-б).
- Супермаркет «Сільпо» (буд. № 8).
- Центральна бібліотека Деснянського району № 141 (буд. № 6).
- Районне управління Головного управління МВС України в Деснянському районі (буд. № 9-б).
- Поліклініка № 2 Деснянського району (буд. № 19).
- Дім зборів Церкви Ісуса Христа Святих останніх днів (буд. № 36).
- Середня загальноосвітня школа № 321 (буд. № 40-б).
- Гімназія «Києво-Могилянський колегіум» (буд. № 9-а).